# Guido de Flandes

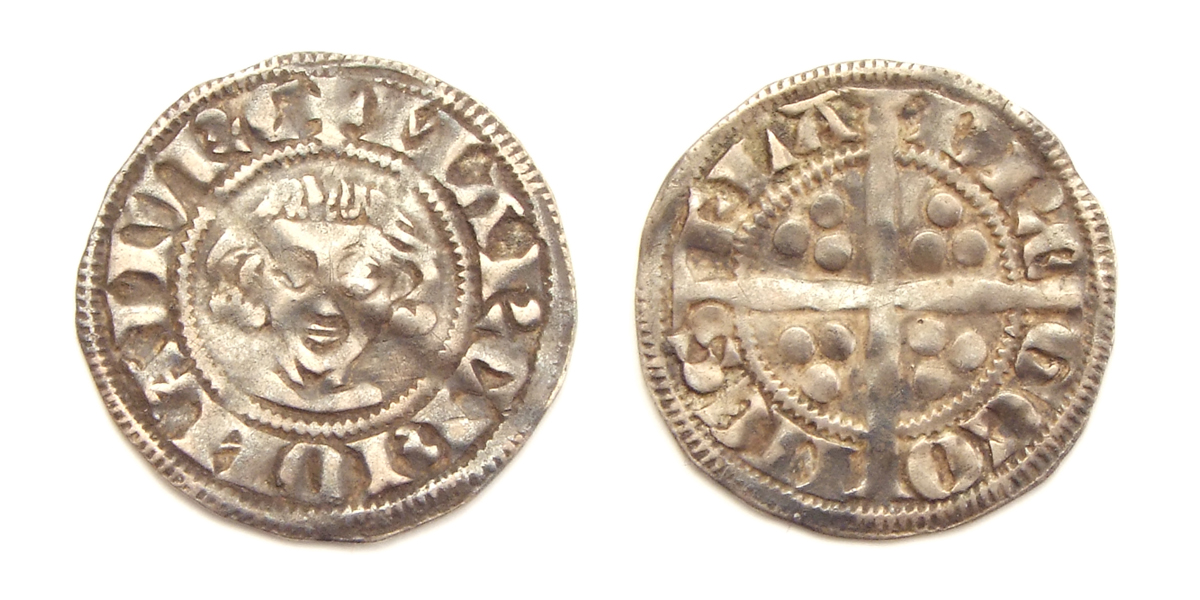
Esterlina de Guido de Dampierre, acuñada en Namur (hacia 1295-1296).

Guido de Dampierre (en neerlandés, Gwijde van Dampierre) (h. 1226-Compiègne, 7 de marzo de 1305) fue conde de Flandes (1251-1305) y conde de Namur (1268-1297). Se encontraba prisionero de los franceses cuando sus flamencos los derrotaron en la batalla de Courtrai en 1302.
Guido era el segundo hijo de Guillermo II de Dampierre y Margarita II de Flandes. La muerte de su hermano mayor, Guillermo en un torneo lo convirtió en conde de Flandes conjuntamente con su madre. (Margarita había hecho a Guillermo cogobernante de Flandes en 1246 para asegurarse de que el condado pasase a los Dampierre, hijos de su segundo matrimonio, antes que a los Avesnes, nacidos del primero de sus matrimonios). Guido y su madre lucharon contra los Avesnes (liderados por Juan I, conde de Henao) en la guerra de Sucesión de Flandes y Henao, pero fueron derrotados en 1253 en la batalla de Walcheren en la que Guido fue hecho prisionero. Por mediación de Luis IX de Francia, fue rescatado en 1256. Se consiguió cierto respiro con la muerte de Juan de Henao en 1257.
En 1270, Margarita confiscó las mercancías de los comerciantes ingleses en Flandes por no haber pagado los impuestos de aduanas. Esto llevó a una devastadora guerra comercial con Inglaterra, que proporcionaba la mayor parte de la lana para los tejedores flamencos. La disputa terminó con el tratado acordado en Montreuil-sur-Mer el 28 de julio de 1274, aboliendo efectivamente los derechos de aduanas que se cargaban a los comerciantes ingleses en Flandes. Tras su abdicación en 1278, Guido a menudo se encontró con dificultades con los díscolos plebeyos.
En 1288, las quejas sobre los impuestos llevaron a Felipe IV de Francia a apretar su control sobre Flandes. La tensión creció entre Guido y el rey; en 1294, Guido arregló el matrimonio de su hija Filipa con Eduardo, príncipe de Gales. Sin embargo, Felipe apresó a Guido y a dos de sus hijos, obligándole a desistir del matrimonio, y apresó a Filipa en París hasta su muerte en 1306. Guido fue llamado de nuevo ante el rey en 1296, y las principales ciudades de Flandes fueron tomadas bajo protección del rey hasta que Guido pagó una indemnización y entregó sus territorios, para que los tuviera por la gracia del rey.
Después de estas indignidades, Guido intentó vengarse de Felipe por una alianza con Eduardo I de Inglaterra en 1297, a la que Felipe respondió declarando la anexión de Flandes al patrimonio real. Los franceses bajo Roberto II de Artois derrotaron a los flamencos en la batalla de Furnes, y la expedición de Eduardo a Flandes se abortó. Hizo la paz con Felipe en 1298 y abandonó a Guido a su suerte. Los franceses invadieron de nuevo en 1299 y capturó tanto a Guido como a su hijo Roberto en enero de 1300.
Los burgueses flamencos, sin embargo, encontraron el gobierno francés directo más opresivo que el del conde. Después de aplastar a un ejército francés en la batalla de Courtrai en 1302, Guido fue brevemente liberado por los franceses para intentar negociar términos. Sus súbditos, no obstante, rehusaron comprometerse; y una nueva ofensiva francesa en 1304 destrozó a la flota flamenca en la batalla de Zierikzee y combatió a los flamencos en la batalla de Mons-en-Pévèle. Guido volvió a prisión, donde murió.

## Familia
En junio de 1246 se casó con Matilda de Béthune (f. 8 de noviembre de 1264), hija de Robert VII, Señor de Béthune, y tuvieron esta descendencia:
- María (f. 1297), casada con Guillermo de Jülich (f. 1278), hijo de Guillermo IV, conde de Jülich. Tuvieron un hijo, Guillermo. Casó en 1285 con Simón II de Chateauvillain (f. 1305), señor de Bremur
- Roberto III de Flandes (1249 - 1322), su sucesor
- Guillermo (después de 1249 - 1311), señor de Dendermonde y Crèvecoeur, casado en 1286 con Alix de Beaumont,[4] hija de Raul III de Clermont y tuvieron descendencia
- Juan de Flandes (1250 – 4 de octubre de 1290), obispo de Metz y obispo de Lieja
- Balduino (1252–1296)
- Margarita (h. 1253 - 3 de julio de 1285), casada en 1273 con Juan I de Brabante[4]
- Beatriz (h. 1260 - 5 de abril de 1291), casada h. 1270 con Florencio V de Holanda[4]
- Felipe (h. 1263 – noviembre de 1318), conde de Teano, casado con Mahaut de Courtenay, condesa de Chieti (f. 1303),[4] casado h. 1304 con Felipote de Milly (f. h. 1335), sin descendencia

En marzo de 1265 se casó con Isabel de Luxemburgo (f. septiembre de 1298), hija de Enrique V de Luxemburgo, y tuvieron descendencia:
- Beatriz (f. 1307), casada h. 1287 con Hugo II de Châtillon[6]
- Margarita (d. 1331), casada el 14 de noviembre de 1282 en Roxburgo con Alejandro de Escocia (hijo de Alejandro III de Escocia),[6] casada el 3 de julio de 1286 en Namur con Reinaldo I de Güeldres
- Isabel (f. 1323), casó en 1307 con Juan de Fiennes, señor de Tingry y Castellano de Bourbourg[6]
- Felipa (f. 1306, en París)
- Juan I de Namur (1267–1330), casó con Margarita de Clermont,[4] hija de Roberto de Clermont, y María de Artois (1291–1365), hija de Felipe de Artois y tuvieron descendencia
- Guido de Namur (f. 1311), señor de Ronse, conde de Zelanda, casado con margarita de Lorena,[4] hija de Teobaldo II de Lorena. Sin descendencia.
- Enrique (f. 6 de noviembre de 1337), conde de Lodi, casado en enero de 1309 con Margarita de Cléveris y tuvieron descendencia[6]
- Juana (f. 1296), monja en Flines[6]